# Plectris barbitarsis
Plectris barbitarsis är en skalbaggsart som beskrevs av Moser 1919. Plectris barbitarsis ingår i släktet Plectris och familjen Melolonthidae. Inga underarter finns listade i Catalogue of Life.